# Vårkobjælde
Vårkobjælde (Anemone vernalis), også skrevet Vår-Kobjælde, er en 5-15 cm høj urt, der i Danmark vokser sjældent på heder og på sandet bund. Planten ligner nikkende og opret kobjælde, men bladene er kun enkelt fjersnitdelte med 3-5 afsnit. Den er giftig på grund af dens indhold af anemonol.

## Beskrivelse
Vårkobjælde er en tæt silkehåret plante, der nederst har en roset af vintergrønne, enkelt fjersnitdelte blade med fligede afsnit. Blomsterne er klokkeformede, først nikkende, siden oprette. Kronbladene er dobbelt så lange som støvdragerne og lyserøde eller rødbrune på ydersiden og hvidlige på indersiden. Efter blomstringen dannes en stor tot lys frøuld. Den blomstrer i april-maj og er 5–15 cm høj.

## Habitat
Vår-Kobjælde vokser på tør, mager sand- eller grusbund eller heder.

## Udbredelse
Med kun få lokaliteter i Jylland er den er meget sjælden og fredet i Danmark. På grund af de få lokaliteter tilbage gang i bestanden er den på Den danske Rødliste vurderet som Truet. Den er udbredt i Europa.
På trods af bestandstørrelsen vurderes at være nedadgående er den på IUCNs Red List vurderet til Least concern (Livskraftig).

## Anvendelse
Vårkobjælde har været anvendt som lægeplante mod vorter, koldfeber, migræne, udslæt og mave-tarmbesvær og som brækmiddel.